# غاندي (فلوريدا)
غاندي (بالإنجليزية: Gandy)‏ هي منطقة فردية في مقاطعة بينيلاس، بولاية فلوريدا في الولايات المتحدة الأمريكية.. كان عدد السكان في تعداد عام 2000 يبلغ 2031 نسمة. سميت باسم جورج غاندي وجسر غاندي الذي يربط المنطقة إلى تامبا عبر خليج تامبا القديم.

## الجغرافيا
غاندي تقع في 27°52′8″N 82°37′29″W / 27.86889°N 82.62472°W (27.868793, -82.624585).

## التركيبة السكانية
حسب إحصاء السكان لعام 2000, كان هناك 2,031 انسان، و1264 منزل،